# Cripta Teleky Samuel din Dumbrăvioara
Cripta Teleky Samuel din Dumbrăvioara este un monument istoric aflat pe teritoriul satului Dumbrăvioara, comuna Ernei. În Repertoriul Arheologic Național, monumentul apare cu codul 116689.04.

## Galerie

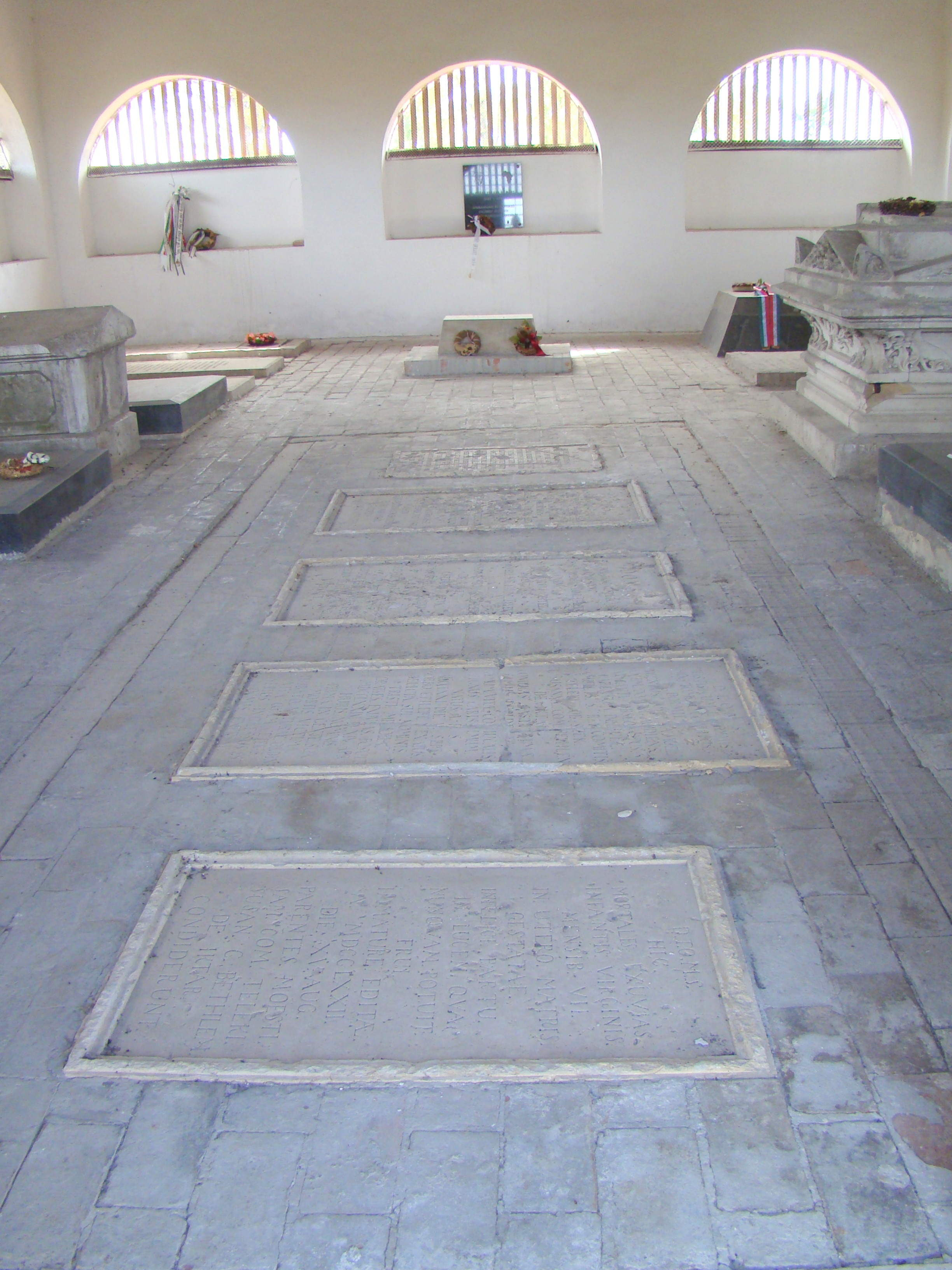
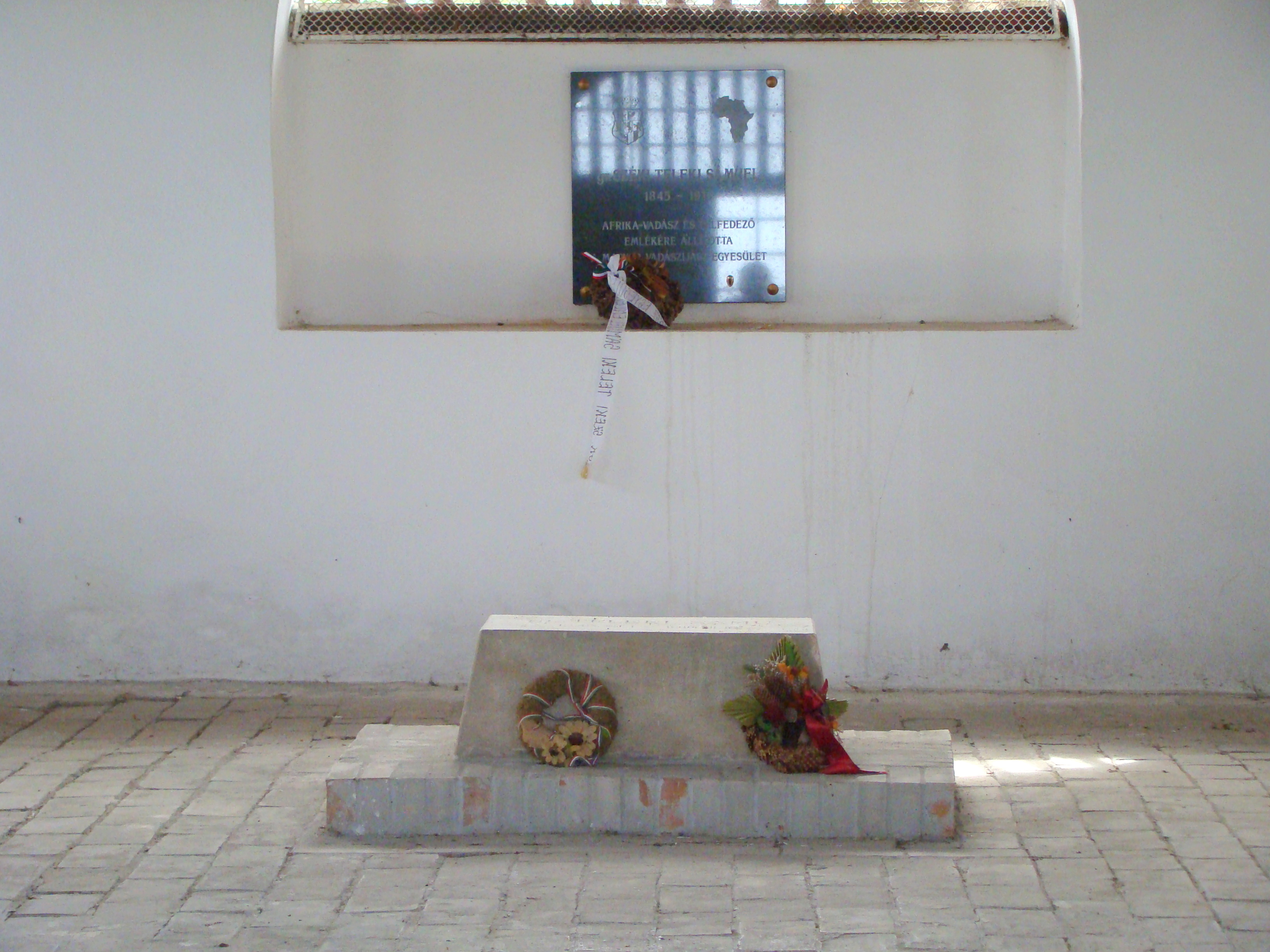
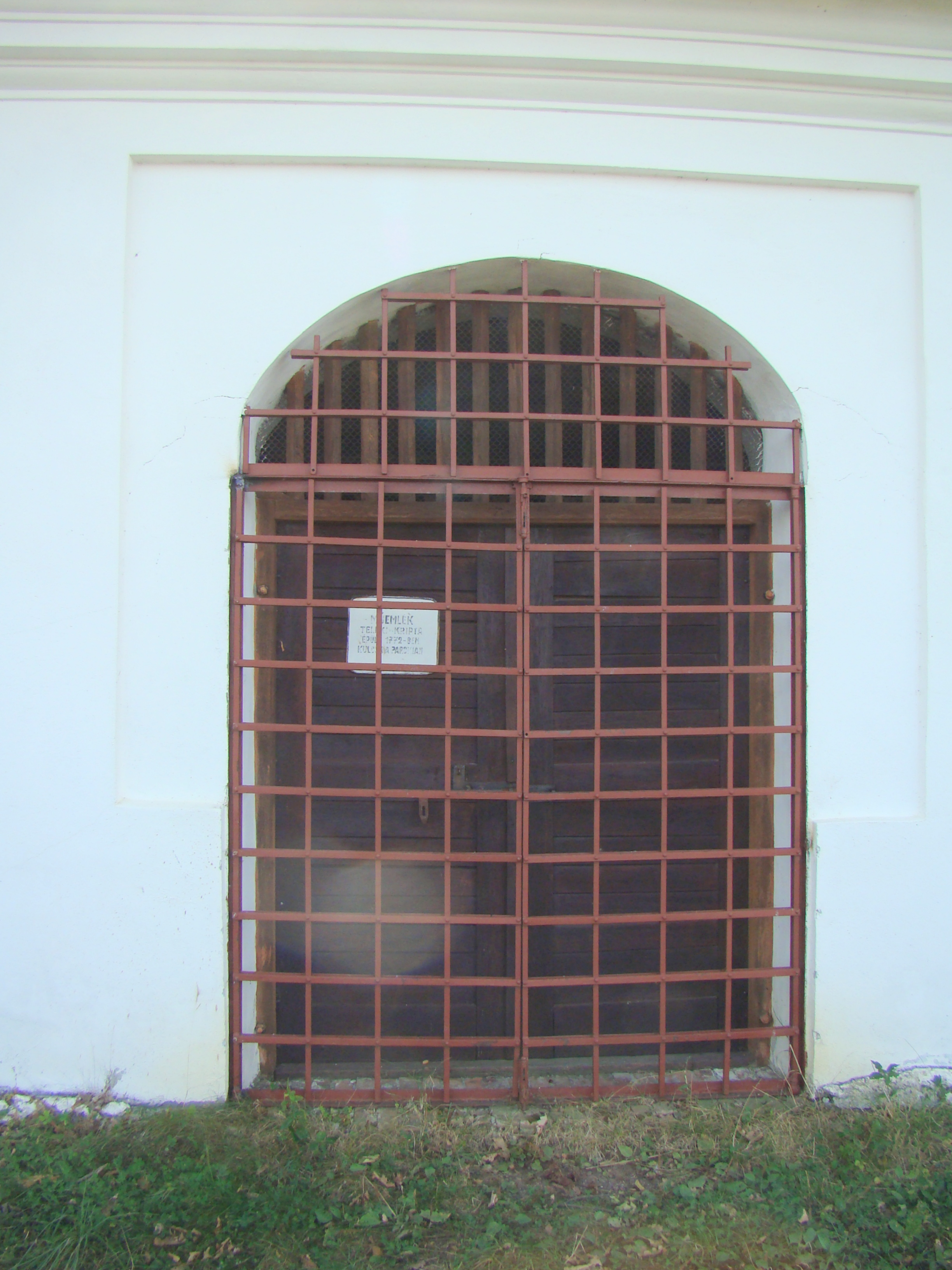
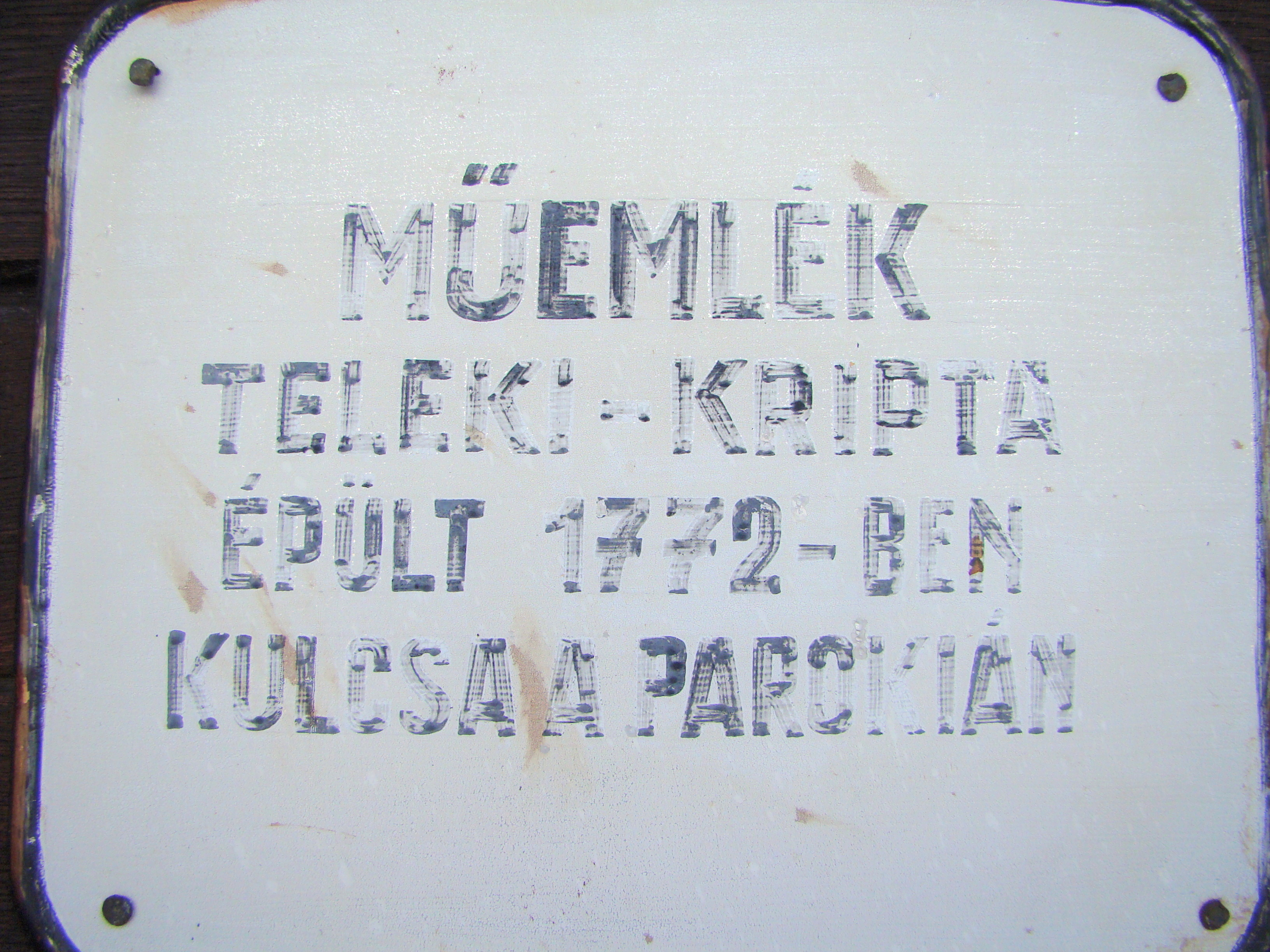
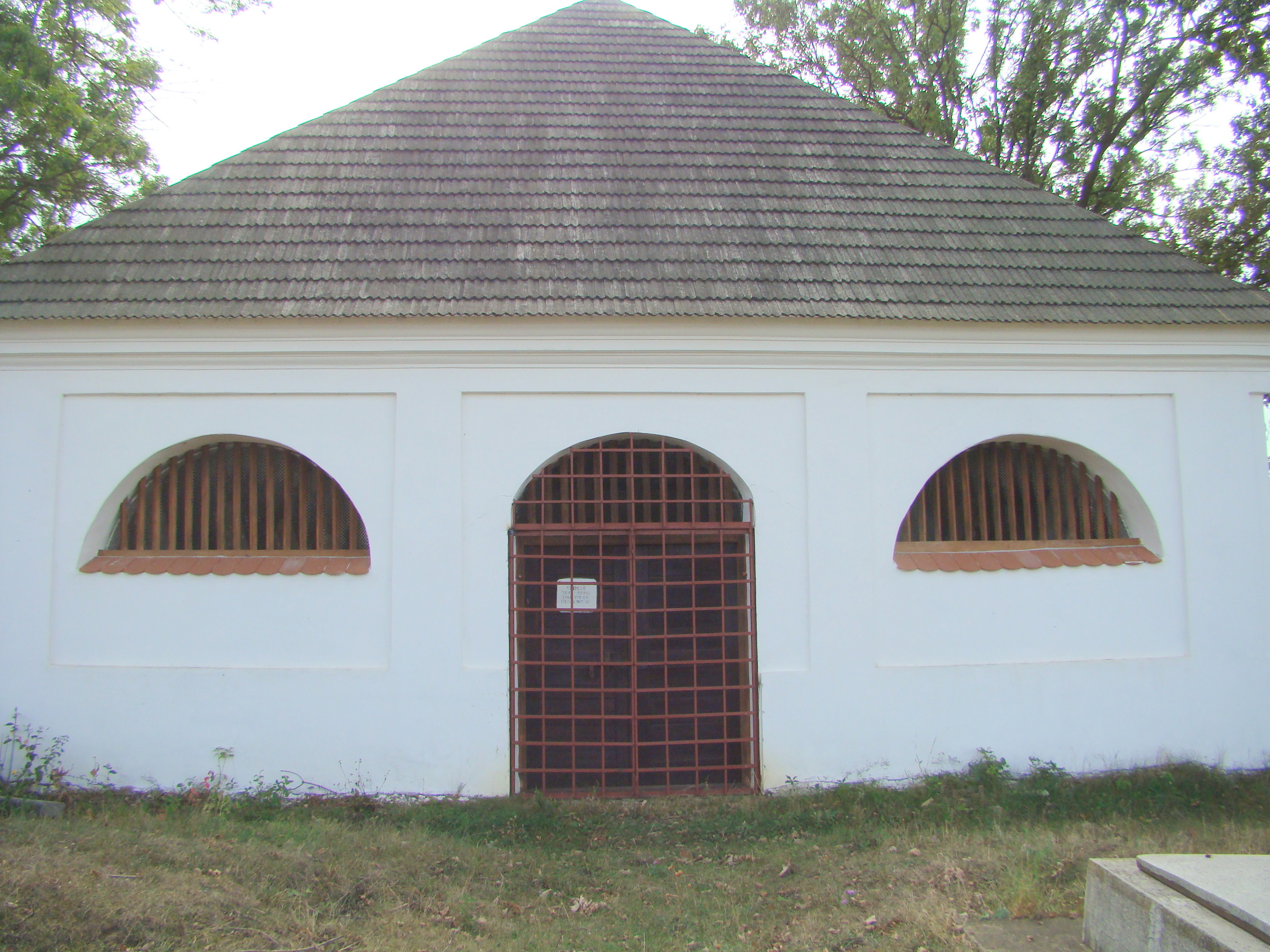
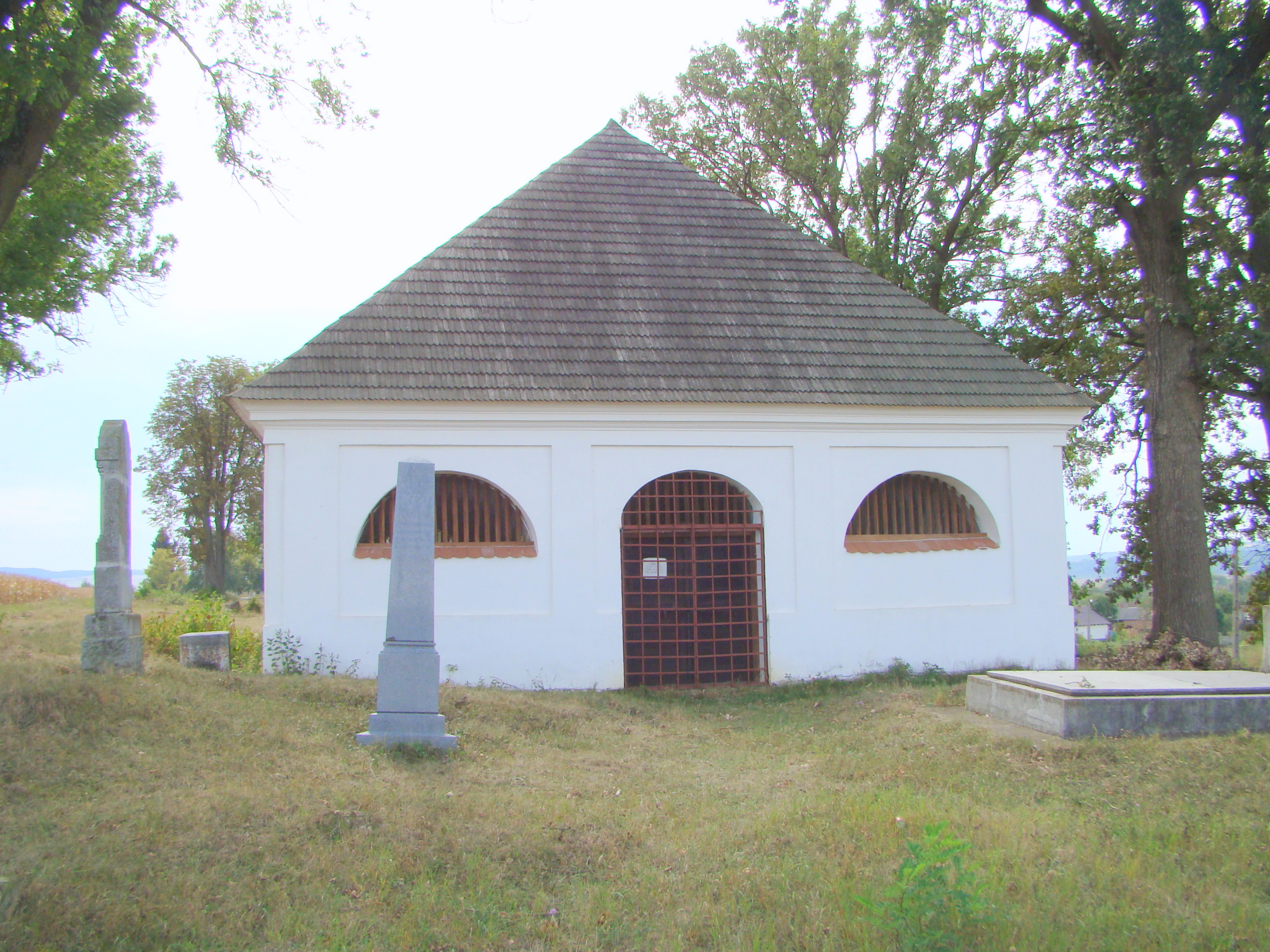
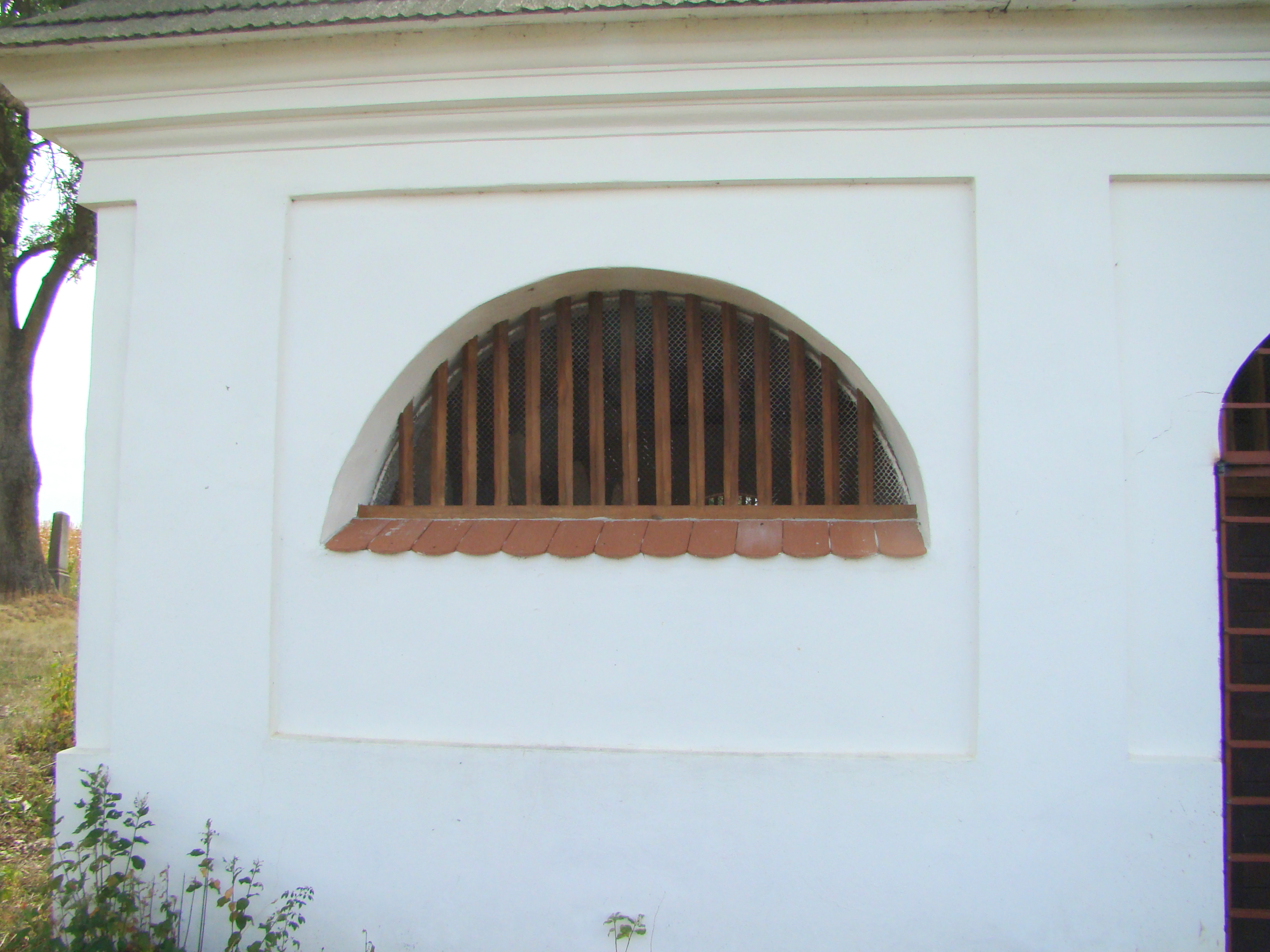
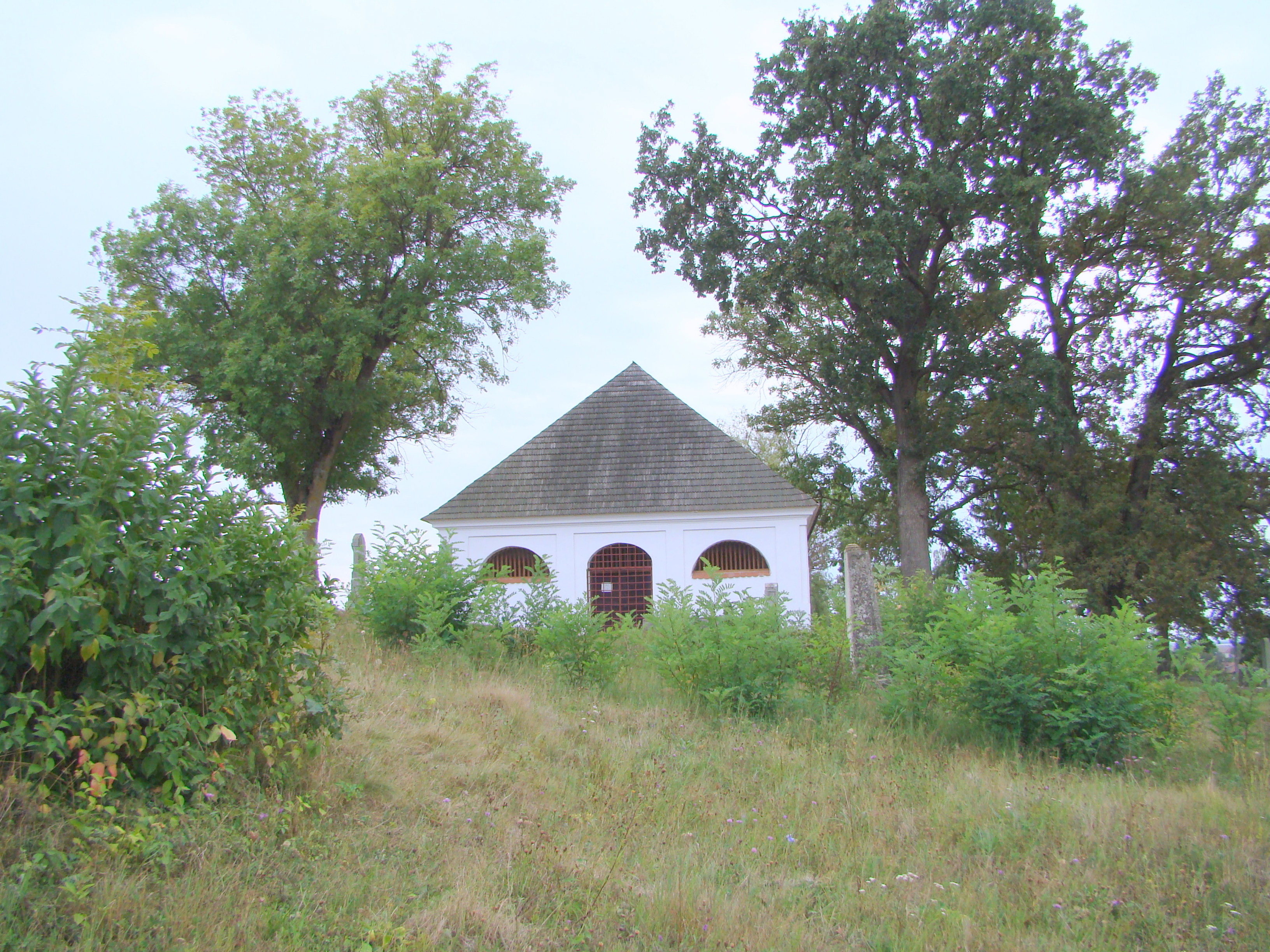